# (200114) 1995 VN15
(200114) 1995 VN15 es un asteroide perteneciente al cinturón de asteroides, descubierto el 15 de noviembre de 1995 por el equipo del Spacewatch desde el Observatorio Nacional de Kitt Peak, Arizona, Estados Unidos.

## Designación y nombre
Designado provisionalmente como 1995 VN15.

## Características orbitales
1995 VN15 está situado a una distancia media del Sol de 2,737 ua, pudiendo alejarse hasta 2,887 ua y acercarse hasta 2,588 ua. Su excentricidad es 0,054 y la inclinación orbital 2,409 grados. Emplea 1654,57 días en completar una órbita alrededor del Sol.

## Características físicas
La magnitud absoluta de 1995 VN15 es 16,7.